# Крекінг-установка в Тобольську
Крекінг-установка в Тобольську – підприємство нафтохімічної промисловості Росії, спорудження якого почалось у 2015 році на півдні Західного Сибіру. Проект реалізується найбільшою російською нафтохімічною компанією Сибур, що спеціалізується на роботі зі зрідженими вуглеводневими газами.
Ще з 1980-х років в Тобольську діяв виробничий майданчик, де здійснювали фракціонування зріджених вуглеводневих газів і виробляли бутадієн та ізобутилен шляхом дегідрогенізації бутану. На початку 2010-х тут же запустили спеціалізоване виробництво пропілену із пропану, за чим послідувала реалізація проекту випуску ненасичених вуглеводнів на піролізній установці, яка була завершена будівництвом в 2019-му та вийшла на проектну потужність в 2020-му. Установка може шорічно продукувати 1,5 млн тонн етилену на рік, що дозволяє віднести її до виробництв світового класу (можливо відзначити, що перший в історії світової нафтохімії «півторамільйонник» з’явився в Рувайсі лише у 2014 році, за чим послідувала серія виробництв у США). В той же час, одна крекінг-установка в Тобольську збільшила майже у 1,5 рази можливості російської нафтохімічної промисловості з продукування етилену, при тому що у складі останньої наразі діють дев’ять значних піролізних виробництв (не рахуючи установок потужністю менше за 100 тисяч тонн на рік).    
Сировиною для піролізного виробництва є постачені з установок фракціонування етан-пропанова суміш, пропан та н-бутан.
Враховуючи використання змішаної сировини, окрім етилену отримують інші ненасичені вуглеводні – пропілен (500 тисяч тонн на рік), бутадієн (94 тисячі тонн на рік), бутени, а також гідрований піробензин (137 тисяч тонн на рік). Етилен та пропілен в повному обсязі спрямовують на зведені  в комплексі з піролізним виробництвом лінії полімеризації у поліетилен та поліпропілен. Туди ж подається 1-бутен, що виконує роль кополімеру. Ще один отриманий під час піролізу компонент фракції С4 – ізобутилен  – дозволяє збільшити на 13 тисяч тон на рік виробництво метилтретинного бутилового етеру (з кінця 1990-х випускається на тобольському майданчику завдяки установці дегідрогенізації ізобутану).